# Haymon

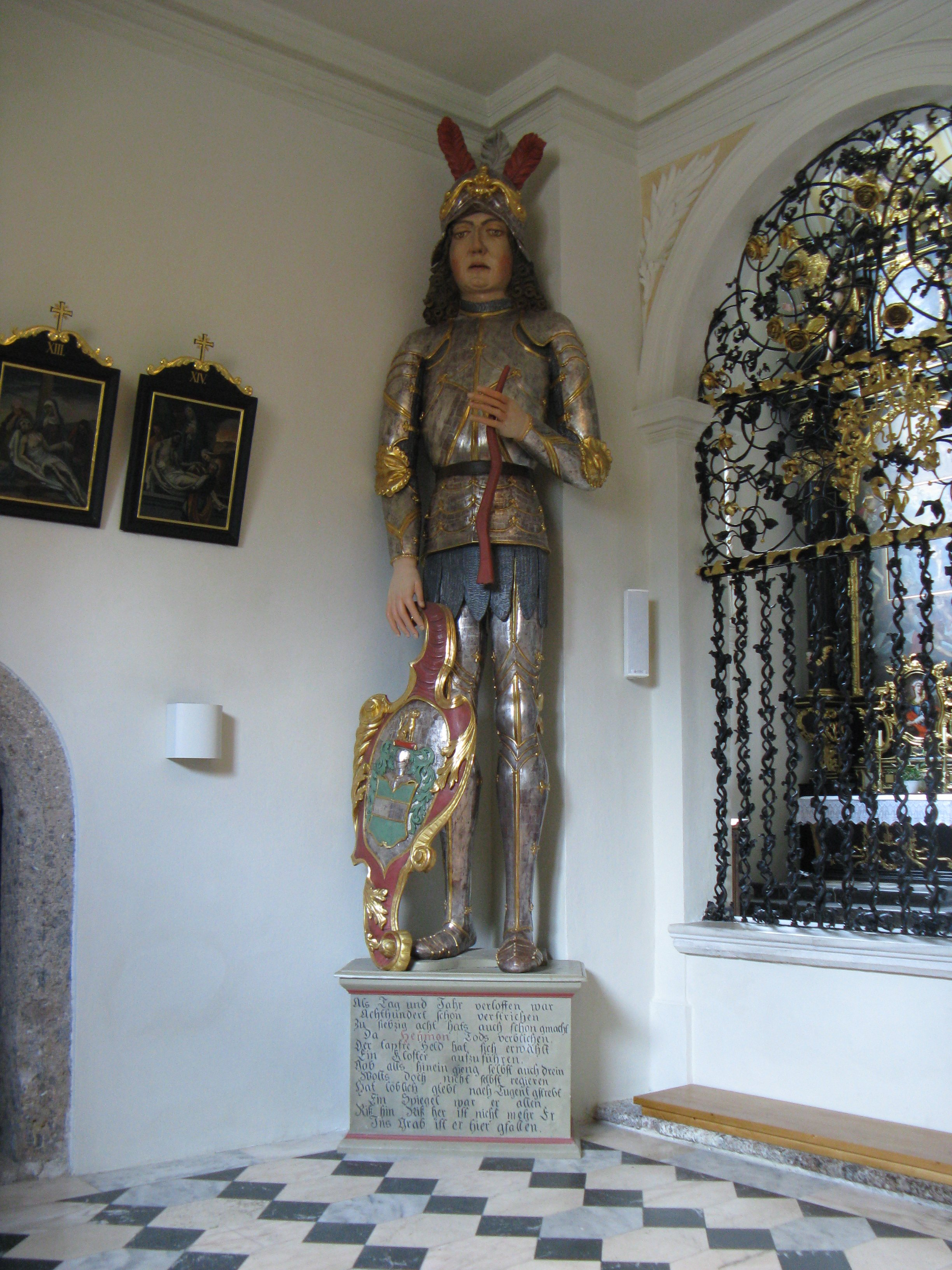
Statue des Riesen Haymon in der Stiftskirche

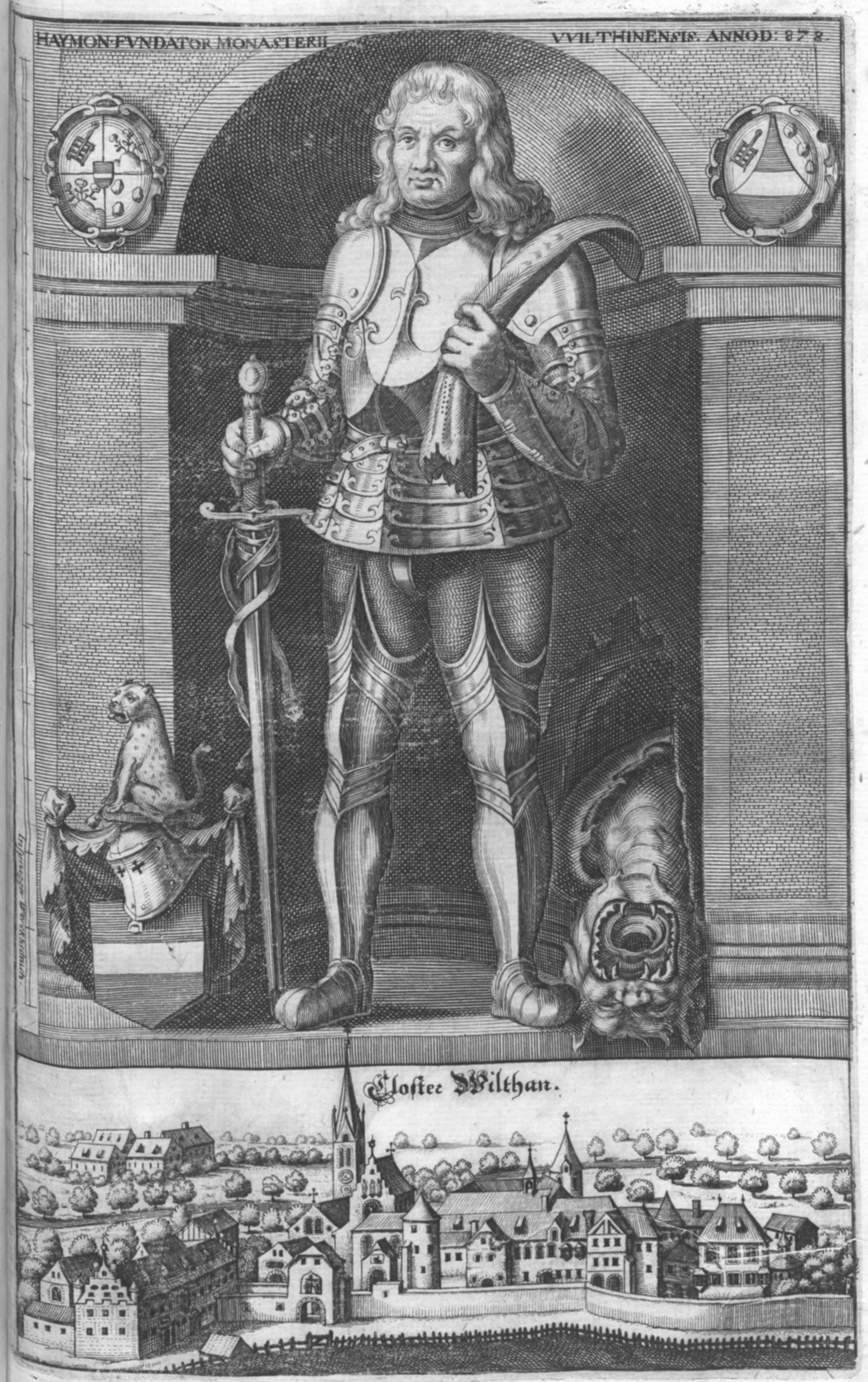
Haymon mit dem Drachen und ausgerissener Zunge, darunter das Stift Wilten. Kupferstich in der Topographia Provinciarum Austriacarum von Matthäus Merian (1679)

Der  Riese Haymon ist eine Sagenfigur aus Tirol.
Der Sage nach ist er der Gründer des Klosters Wilten im Süden Innsbrucks und war Landesherr in Tirol. Er soll zwischen 600 und 900 Jahren gelebt haben und im Jahr 878 n. Chr. im Stift Wilten gestorben sein. Haymons Grab beim Altar der Wiltener Stiftskirche wird bereits im 13. Jahrhundert erwähnt.
Wahrscheinlich war er ein bayerischer Adeliger namens Haimo.

## Überlieferung
Verschiedene Überlieferungen sind in der Sage vom Riesen Haymon zusammengeflossen.
Im 15. Jahrhundert entstand die lokale Sage von dem goldhütenden Drachen in der Sillschlucht östlich des Bergisel, der von Haymon erschlagen wird. Der Drache könnte für den Fluss Sill stehen, die damals häufig Hochwasser führte. Die Drachenzunge (der Hornfortsatz eines Schwertfisches) wird noch heute, in Gold gefasst, im Tiroler Landesmuseum Ferdinandeum in Innsbruck gezeigt. Haymon wird zum Landesherrn und Wohltäter des Landes. Ihm wird u. a. zugeschrieben, die Brücke über den Inn verstärkt zu haben.
Ein zweiter Überlieferungsstrang, der etwa im 16. Jahrhundert aufkommt, lässt Haymon mit dem Riesen Thyrsus, der in der Gegend von Zirl und Seefeld lebte, kämpfen und ihn erschlagen. Aus dessen Thyrsenblut wird das heilkräftige Tiroler Steinöl bzw. Ichthyol gewonnen. Die letzten Worte des Riesen Thyrsus sollen gelautet haben: „Spritz Bluet! Sei für Viech und Menschen gut!“ Der aus dem Norden kommende Haymon besiegt also den einheimischen Riesen Thyrsus. Aus Reue darüber, so berichtet eine weitere Überlieferung aus dem 16. Jahrhundert, nimmt Haymon den christlichen Glauben an (getauft vom Bischof von Chur) und gründet das Stift Wilten. Das Stift übergibt er Benediktinermönchen vom Kloster Tegernsee. Ein Drache aus der Sillschlucht zerstörte das Bauwerk allerdings immer wieder, bis Haymon ihn tötete und ihm die Zunge herausriss. Er tritt dem Orden schließlich als Laienbruder bei und bleibt dort bis zu seinem Tod. Gegen Ende des 16. Jahrhunderts werden alle diese Motive in der Gründungssage des Stiftes Wilten zusammengefasst.
Der Glaube an die historische Existenz des Riesen Haymon war noch im 17. Jahrhundert so stark, dass der damalige Abt des Klosters in der Kirche nach den Gebeinen Haymons graben ließ. Die Grabungen verliefen zwar ergebnislos, doch stürzte darüber die Kirche ein.
Nach gelehrter zeitgenössischer Interpretation des 17. Jahrhunderts verkörpert der Riese Thyrsus die rätoromanische Urbevölkerung und Haymon die eindringenden Bajuwaren, die im 6. Jahrhundert das Inntal besiedelten. Im Kampf Haymons gegen Thyrsus wird die Unterwerfung der Rätoromanen durch die Bajuwaren symbolisiert. Oft wird Thyrsus auch als der bäuerliche Riese, der mit einem ausgerissenen Baum kämpft, Haymon, dem ritterlichen Riesen, der mit dem Schwert kämpft, gegenübergestellt.
Überlebensgroße Statuen der beiden Riesen Haymon und Thyrsus, die 1716–1719 von Nikolaus Moll geschaffen wurden, flankieren noch heute das Eingangsportal der Stiftskirche zu Wilten.
Ein Kupferstich aus dem Jahre 1677 von J. J. Jezl zeigt Haymon als Ritter mit Schwert und Drachenzunge und der Unterschrift „Haymon Fundator Monasterii Wilthinensis, obiit Anno D. 878“ (Haymon Gründer des Klosters Wilten, gestorben 878).

## Verschiedenes
- In der Region um Innsbruck sind diverse Lokale[2] und Einrichtungen nach dem Riesen Haymon benannt.
- In Innsbruck gibt es die Haymongasse
- Der Haymon Verlag hat sich nach der Sagenfigur benannt